# Toby Marlow
Toby Marlow (12 ottobre 1994) è uno scrittore, compositore e attore britannico conosciuto principalmente per aver composto e co-scritto il musical Six.

## Biografia

### Infanzia e formazione
Marlow è nato il 12 ottobre 1994 da Helma e Andrew Marlow ed è cresciuto a Henley-on-Thames, in Inghilterra. Ha due fratelli: un fratello maggiore di nome Jasper e una sorella minore di nome Annabel, la quale avrebbe poi recitato nel ruolo di Katherine Howard nel musical di Marlow, Six, all'Edinburgh Fringe Festival del 2017. La madre di Marlow e i nonni materni sono ebrei. Dai nove ai quattordici anni, Marlow ha lavorato come attore.
Marlow ha studiato alla Abingdon School, in Inghilterra, dal 2008 al 2013, continuando successivamente gli studi in Inglese all'Università di Cambridge come membro del Robinson College. Mentre studiava a Cambridge, Marlow era molto attivo nella scena dell'ADC Theatre dell'università, sia come performer che come compositore.

### Carriera
Nel 2017, Marlow ha co-composto e co-sceneggiato il musical Six, prodotto da Kenny Wax. Dopo aver ricevuto diverse recensioni positive al Fringe di Edimburgo del 2017, il musical è stato messo in scena anche al West End di Londra. Marlow ha anche assunto il ruolo di Catherine Parr per due spettacoli, quando alcuni membri del cast si ammalarono e fu necessario avere un sesto interprete. Six è stato messo in scena in anteprima a Broadway al Brooks Atkinson Theatre il 13 febbraio 2020, mentre doveva aprire al grande pubblico il 12 marzo 2020. Tuttavia, la serata di apertura è stata rinviata al 2021 a causa della chiusura di tutti i teatri di Broadway per la pandemia di COVID-19. Nel 2022 ha vinto il Tony Award alla migliore colonna sonora originale per Six.

## Vita privata
Marlow è apertamente gay.

## Filmografia
- Miss Marple (Agatha Christie's Marple) – serie TV, episodio 1x03 (2004)
- The Mistress of Spices (2005)
- Egypt, episodio "Il mistero della pietra di Rosetta" (2005)
- Testimoni silenziosi (Silent Witness) - serie TV, 2 episodi (2006)
- Senseless (2008)
- Shadows in the Sun (2009)
- Ben Hur - miniserie TV (2010)[15]